# Bruno Ziener

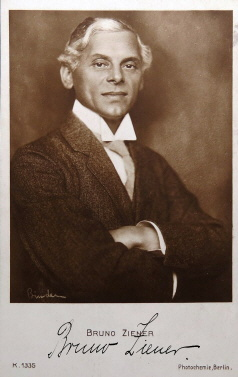
Bruno Ziener auf einer Fotografie von Alexander Binder

Bruno Ziener (* 11. Juni 1870 in Oberplanitz; † 9. Februar 1941 in Berlin) war ein deutscher Schauspieler und Filmregisseur.

## Leben
Der Sohn eines Bergmanns debütierte 1891 am Stadttheater von Guben. 1898 gelangte er nach Berlin, wo er am Deutschen Theater, später auch am Lessingtheater, am Deutschen Künstlertheater, am Thaliatheater und an der Volksbühne spielte.
Seit 1913 stand Ziener vor der Kamera und übernahm anfangs bedeutende Rollen. Mehrmals führte er auch Regie. In den 20er und 30er Jahren beschränkten sich seine Auftritte meist auf wenige Szenen. Man sah ihn zum Beispiel 1931 als Juwelier in dem Hans-Albers-/Heinz-Rühmann-Film Bomben auf Monte Carlo. Er starb im Februar 1941 in Berlin im Alter von 70 Jahren.
Bruno Ziener heiratete 1906 in London die Schauspielerin Amanda „Manny“ Ziener geb. Lemke. Die Ehe wurde später geschieden.

## Filmografie
Schauspieler
- 1913: Frauenleid
- 1914: Die große Sünderin
- 1915: Lottekens Feldzug
- 1915: Die Austernperle
- 1916: Verbrannte Flügel
- 1916: Der Schloßschrecken
- 1916: Die Reise ins Jenseits
- 1916: Der Brieföffner
- 1916: Der Fakir im Frack
- 1916: Professor Erichsons Rivale
- 1916: Teddy … sein Diener
- 1917: Das Nachtgespräch
- 1917: Der Fall Routt...!
- 1917: Die schwarze Loo
- 1917: Königliche Bettler
- 1917: Der Fall Dombronowska-Clemenceau
- 1917: Das Nachtgespräch
- 1918: Das Geheimnis des Goldpokals
- 1918: Verworrene Wege
- 1918: Das Tagebuch des Apothekers Warren
- 1918: Der Dieb
- 1920: Indische Rache
- 1920: Die Geheimnisse von New York
- 1920: Abend – Nacht – Morgen
- 1922: Der falsche Prinz
- 1923: I.N.R.I.
- 1924: Guillotine
- 1925: Der Herr Generaldirektor
- 1925: Ein Sommernachtstraum
- 1925: Die Zirkusprinzessin
- 1925: Bismarck, 1. Teil
- 1925: Der Bankkrach Unter den Linden
- 1926: Staatsanwalt Jordan
- 1926: Der Mann aus dem Jenseits
- 1926: Bismarck 1862–1898
- 1926: Der Sohn der Hagar
- 1927: Kinderseelen klagen euch an
- 1927: Das Mädchen mit den fünf Nullen
- 1927: Ein Tag der Rosen im August … da hat die Garde fortgemußt
- 1928: Panik
- 1928: Schinderhannes
- 1928: Die seltsame Nacht der Helga Wangen
- 1929: Drei machen ihr Glück
- 1929: Durchs Brandenburger Tor
- 1929: Die Frau, nach der man sich sehnt
- 1929: Gefahren der Brautzeit
- 1929: Die Herrin und ihr Knecht
- 1929: Ein kleiner Vorschuß auf die Seligkeit
- 1929: Die Mitternachts-Taxe
- 1929: Mutterliebe
- 1929: Männer ohne Beruf
- 1929: Narkose
- 1929: Der rote Kreis
- 1929: Der Ruf des Nordens
- 1929: Vererbte Triebe
- 1929: Polizeispionin 77
- 1930: Ein Burschenlied aus Heidelberg
- 1930: Dreyfus
- 1930: Das Mädel aus U.S.A.
- 1931: 1914, die letzten Tage vor dem Weltbrand
- 1931: Bomben auf Monte Carlo
- 1931: M
- 1931: Der Mann, der den Mord beging
- 1931: Der Raub der Mona Lisa
- 1932: Die elf Schill’schen Offiziere
- 1932: Grün ist die Heide
- 1932: Jonny stiehlt Europa
- 1932: Das Schiff ohne Hafen
- 1932: Der Sieger
- 1932: Marschall Vorwärts
- 1932: Trenck
- 1933: Es gibt nur eine Liebe
- 1933: Heimat am Rhein
- 1933: Manolescu, der Fürst der Diebe
- 1933: Das Testament des Dr. Mabuse
- 1933: Die Unschuld vom Lande
- 1934: Mutter und Kind
- 1934: Da stimmt was nicht
- 1934: Ein Kind, ein Hund, ein Vagabund
- 1934: Herz ist Trumpf
- 1935: Artisten
- 1935: Der rote Reiter
- 1935: Die selige Exzellenz
- 1935: Alles um eine Frau
- 1935: Königstiger
- 1936: Diener lassen bitten
- 1936: Der Dschungel ruft
- 1936: Heiteres und Ernstes um den großen König (Kurzfilm)
- 1936: Schlußakkord
- 1936: Die Stunde der Versuchung
- 1936: Eskapade
- 1936: Familienparade
- 1936: Der Kaiser von Kalifornien
- 1936: Fridericus
- 1937: Die gläserne Kugel
- 1937: Die Kreutzersonate
- 1937: Brillanten
- 1937: Fanny Elßler
- 1937: Land der Liebe
- 1937: Man spricht über Jacqueline
- 1937: Mein Sohn, der Herr Minister
- 1937: Ein Volksfeind
- 1937: Tango Notturno
- 1938: Rätsel um Beate
- 1938: Die fromme Lüge
- 1938: Mordsache Holm
- 1938: Rote Orchideen
- 1938: Skandal um den Hahn
- 1938: Tanz auf dem Vulkan
- 1938: Die Nacht der Entscheidung
- 1939: Bel Ami
- 1939: Die Reise nach Tilsit
- 1939: Die Frau ohne Vergangenheit
- 1939: Wasser für Canitoga
- 1940: Leidenschaft
- 1941: Der Gasmann
- 1941: Die schwedische Nachtigall
- 1941: Der Weg ins Freie

Regisseur
- 1915: Lottekens Feldzug
- 1916: Seine beiden glücklichsten Tage
- 1918: Die Bettelgräfin
- 1918: Des Vaters Schuld
- 1919: Das Licht am Fenster
- 1919: Maria
- 1919: Morphium
- 1919: Die Sekretärin des Gesandten
- 1919: Das Spitzentaschentuch
- 1919: Das Recht auf Glück
- 1919: Seine Kammerzofe
- 1919: Die Ehe aus Haß
- 1919: Eva und der schwarze Ritter
- 1919: Irrlichter
- 1920: Der Pokal der Fürstin
- 1920: Die Stunde nach Mitternacht
- 1920: Das Geheimnis der goldenen Kapsel
- 1920: Die Glühende Kammer
- 1921: Königin der Nacht
- 1921: Ein ungeklärter Fall
- 1921: Eine Frau mit Vergangenheit
- 1921: Betrogene Betrüger
- 1921: Der Erbe der van Diemen
- 1921: Der Flug in den Tod
- 1922: Die Jagd nach der Frau
- 1922: Zwischen Tag und Traum
- 1922: Wildnis
- 1923: Wettlauf ums Glück